# Electronic speed control
Electronic speed control, ESC, neboli electric speed controller (elektrický kontrolér rychlosti) je elektrotechnické zařízení regulující podle řídícího signálu proud tekoucí centrálním okruhem.
Častý je v modelářství, kde reguluje rychlost rotace kol, vrtulí atd., řídící signál zde dodává přijímač. ESC se vyrábějí v mnoha proudových omezeních, resp. určení max. proudu, který může téct v centrálním okruhu. ESC mohou při silném přetížení prudce deflagrovat a způsobit destrukci modelu, poškození systému.

## Dělení
Dělí se podle:
- proudu, který může téct centrálním okruhem. Nejčastější jsou
  - 10 A
  - 20 A
  - 30 A
  - 40 A
  - 50 A
  - 60 A
  - 80 A
  - 120 A
- podle motoru, který může být k ESC připojen
  - stejnosměrné ESC (komutátorový motor)
  - střídavé ESC ( motor bezkartáčový angl. Brushless)

Spojení stejnosměrného ESC s bezkomutátorovým motorem (či naopak) může způsobit explozi ESC či destrukci motoru.